# 梱枝Riko
梱枝莉子（日语：梱枝りこ，2月2日—）是一名日本女性原畫師、插畫家，出身於東京都，隸屬於Moonphase株式會社旗下的KeroQ/枕。

## 經歷・人物
小學時便很喜歡畫畫，國中時是美術社成員，不過在高中時參加羽球社與料理社，此時較少畫畫。
高中之後因為專門學校上課，受到《魔法氣泡系列》人物設計壱的影響，開始喜愛萌系畫風，開始以擔任原畫家為志向。之後因為喜愛當時株式會社moon phase旗下成人遊戲品牌KeroQ的作品《モエかん》而進入株式會社moon phase，之後在KeroQ擔任上色的工作。再參與了同人遊戲社團BLUEWATER的作品《Diagnosis》原畫後，於KeroQ的姐妹品牌PetitkeroQ的《TV消失之日》正式在商業遊戲以原畫家的身分出道。並且擔任了麻宮楓輕小說《リリスにおまかせ!》的插畫。
興趣是觀賞視覺系樂團演唱會、減肥、購物、料理、看漫畫等等。是大佑（原蜉蝣、現the studs）的粉絲，在個人的部落格上時常提起相關話題。

## 參加作品

### 成人遊戲
BLUEWATER
- 2006年3月24日 - Diagnosis（人物設計、原畫、彩色）
- 2007年2月11日 - Despair Witch（人物設計、原畫、彩色）
- 2007年5月11日 - Diagnosis2（人物設計、原畫、彩色）

PetitKeroQ
- 2007年8月31日 - テレビの消えた日（人物設計、原画、彩色）

枕
- 2006年6月23日 - H2O -FOOTPRINTS IN THE SAND-（彩色）
- 2008年9月26日 - Supreme Candy（人物設計、原画、彩色）
- 2011年7月29日 - いきなりあなたに恋している（人物設計、原画、彩色）

Lump of Sugar
- 2012年1月27日 - 学☆王 -THE ROYAL SEVEN STARS-（人物設計、原畫、彩色）
- 2012年8月10日 - 学☆王 It's Heartful Days!!（人物設計、原畫、彩色）
- 2013年5月31日 - Magical Charming!（人物設計、原畫、彩色）

Cabbage Soft
- 2017年1月27日 - 星戀＊閃爍（人物設計、原畫、彩色）
- 2018年11月30日 - 奇異恩典 -What color is your attribute?-（人物設計、原畫、彩色）
- 2020年1月31日 - 巧可甜戀（人物設計、原畫、彩色）
- 2020年9月25日 - さくらの雲＊スカアレットの恋（人物設計、原畫、彩色）
- 2021年5月28日 - 巧可甜戀2 (人物設計、原畫、彩色)
- 2023年11月24日 - 巧可甜戀3 (人物設計、原畫、彩色)

### 一般遊戲
- 2013年3月27日 - 學☆王 -THE ROYAL SEVEN STARS- +METEOR（PSP軟體、原畫）
- 2019年9月26日 - 奇異恩典 -What color is your attribute?-（PS4軟體、原畫）

同人作品
- 2015年8月16日 - 箱庭の学園

### 畫集
- （廣濟堂出版，2012年8月8日）

共有通常版（ISBN 978-4-331-90085-7）・限定版（ISBN 978-4-331-90086-4）2種
- 月神來我家！ Illustrations 梱枝Riko Art Works（Media Factory，2013年2月25日）

ISBN 978-4-8401-4956-3

### 插畫
- 麻宮楓《リリスにおまかせ!》系列（電撃文庫）
- 後藤祐迅《月神來我家！》系列（MF文庫J）
- 田尾典丈《Leading Blood》系列（Fami通文庫）
- ツカサ《銃皇無盡的法夫納》（講談社輕小說文庫）
- ツカサ《アークエネミー・スクールライフ》（講談社輕小說文庫）

### 封面插畫
- E☆2 2010年8月號（26號）
- PC Angel neo 2012年2月號
- PUSH!! 2012年2月號
- DENGEKI HIME 2012年3月號
- E☆2 Plus 2012年10月號（Vol.3）

其他也在各個雜誌、書籍連載插畫。

### 漫畫
- 《ALICE OR ALICE～妹控哥哥與雙胞胎妹妹～》

### CD封面
- Angel Note BEST COLLECTION VIII《ORANGE CANDY BOX》（Angel Note，2011年5月6日）
- 倏然之間戀上你 Ei方程式的特殊解（KeroQ，2011年12月28日）
- 廣播劇CD 月神來我家！（HOBiRECORDS、2011年11月25日[3]）
- My Sweet Lady/（ave;new，2012年6月8日）
- 廣播劇CD 月神來我家！ 〜〜（HOBiRECORDS，2012年6月29日[3]）
- EXIT TUNES PRESENTS SPEED  BEST 16（EXIT TUNES，2012年9月5日）

### 其他
- MF文庫J Gamers特設網頁（2011年9月－2012年8月）

|        | 更新月 | 作品名                           | 繪圖的角色   |        |
| 2011年 | 2011年 | 2011年                           | 2011年       | 2011年 |
| ------ | ------ | -------------------------------- | ------------ | ------ |
| 第1回  | 9月    | 我的朋友很少                     | 柏崎星奈     |        |
| 第2回  | 10月   | 我與一乃的遊戲同好會活動日誌     | 澤村綺莉佳   |        |
| 第3回  | 11月   | 精靈使的劍舞                     | 愛思特       |        |
| 第4回  | 12月   | 其中1個是妹妹！                  | 神凪雅       |        |
| 2012年 |        |                                  |              |        |
| 第5回  | 1月    | 迷茫管家與膽怯的我               | 近衛昴       |        |
| 第6回  | 2月    | 推薦一起共度初體驗的她           | 櫻亞留美     |        |
| 第7回  | 3月    | 第101篇百物語                    | 仁藤霧香     |        |
| 第8回  | 4月    | 機巧少女不會受傷                 | 夜夜         |        |
| 第9回  | 5月    | 就算是哥哥，有愛就沒問題了，對吧 | 姬小路秋子   |        |
| 第10回 | 6月    | 歌姬少女的創樂譜                 | 姬咲明日香   |        |
| 第11回 | 8月    | 月神來我家！                     | 南條忍、愛妮 |        |
| 第12回 | 8月    | 月神來我家！                     | 南條忍、露娜 |        |

- 「MF文庫J 泳裝女主角插畫」系列第3彈 待機Flash（2012年3月[14]）

在Media Factory官方手機網站配信。描繪角色是《月神來我家！》的露娜。
- Phantasmagoria ver5.0（2012年6月29日[15]）

收錄插畫卡片。描繪作品是《學☆王 -THE ROYAL SEVEN STARS-》的角色。
- 手機遊戲《神狩Daemons Trigger》

登場角色「冰之女王」。

## 演出

### 廣播
- Lump of Sugar 放送部（#111，2012年1月27日） - 以特別來賓身分演出[16][17]。
- ALICE OR ALICE WELCOME RADIO（2018年6月－8月、Radio大阪、NICONICO直播）

### 活動
- MF文庫J廣播Alive!! 祕密活動（新宿LOFT PLUS ONE，2012年3月24日[18]）
- 月夢ave;new天堂 座談會「My Sweet學☆王」（club，2012年5月3日[19]）

## 同人活動
參與同人社團『無人少女』（むじんしょうじょ）。

## 外部連結
- 個人ＨＰ『無人少女』 （页面存档备份，存于）
- ケロＱオフィシャルホームページ （页面存档备份，存于）
- 枕 -makura web-  （页面存档备份，存于）
- プチケロＱ （页面存档备份，存于）
- 梱枝Riko的X（前Twitter）